# Négypettyes szerecsenkata
A négypettyes szerecsenkata (Platynaspis luteorubra) a katicabogárfélék családjába tartozó, Eurázsiában honos, levéltetvekkel táplálkozó bogárfaj.

## Megjelenése
A négypettyes szerecsenkata testhossza 2,5-3,5 mm. Felülről megnyúlt ovális alakú, kb. 1,5-ször hosszabb, mint amilyen széles, körvonala nagyjából tagolatlan. Felső felszíne finoman szőrözött és pontozott. Színe fekete, a szárnyfedőkön két-két nagy piros-narancsos folttal. Az előtor oldalsó szélei világosak, a hím feje sárga, a nőstényé fekete. Hasi oldala fekete és sűrűn szőrös. Csápjai rövidek, tízszelvényesek. Lábai halványbarnák, a "combok" feketék; alakjuk robusztus, lapított. Csápjai rövidek, tízszelvényesek. 
Lárvája és bábja eltér a többi katicabogárétól, feltehetően azért, hogy védettebb legyen a hangyák támadásai ellen. A lárva halványbarna vagy szürke, alakja széles, lapos, ovális. Széleit merev szőrök szegélyezik, lábai a test alatt rejtőznek. Feje veszély esetén visszahúzható a torba. Bábja halvány sárgásbarna, idővel sötétbarna. Alakja hengeres és sűrűn borítják a különböző hosszúságú sörték. 

### Hasonló fajok
A négyfoltos törpebödice hasonlít hozzá.

## Elterjedése
Eurázsiában honos, a Brit-szigetektől Közép-Ázsiáig és Nyugat-Szibériáig. Viszonylag ritka, állományai elszigeteltek. 

## Életmódja
Sík- és dombvidéki, száraz, meszes-homokos talajú gyepekben, legelőkön, domboldalakon, erdőszéleken él, ahol sok hangyabolyt talál. Tavasztól őszig megfigyelhetők, de eléggé ritkák és legfeljebb egy-egy példány kerül elő. A telet a száraz fűcsomókban, levelek alatt vészelik át. Általában a fű között, esetleg kisebb kórókra bokrokra felkapaszkodva mozog. Mind az imágó, mind a lárva ragadozó, különféle levéltetvekre vadásznak. A lárva a hangyabolyokba (pl. a közönséges feketehangya fészkébe) is behatol és felfalja a hangyák által "tenyésztett" levéltetveket. Egész nyáron át fejlődik, majd ősszel bebábozódik és átalakul imágóvá. A lárvák és a bábok egy kis hányada áttelelhet és kora tavaszra halasztja az átalakulást.      

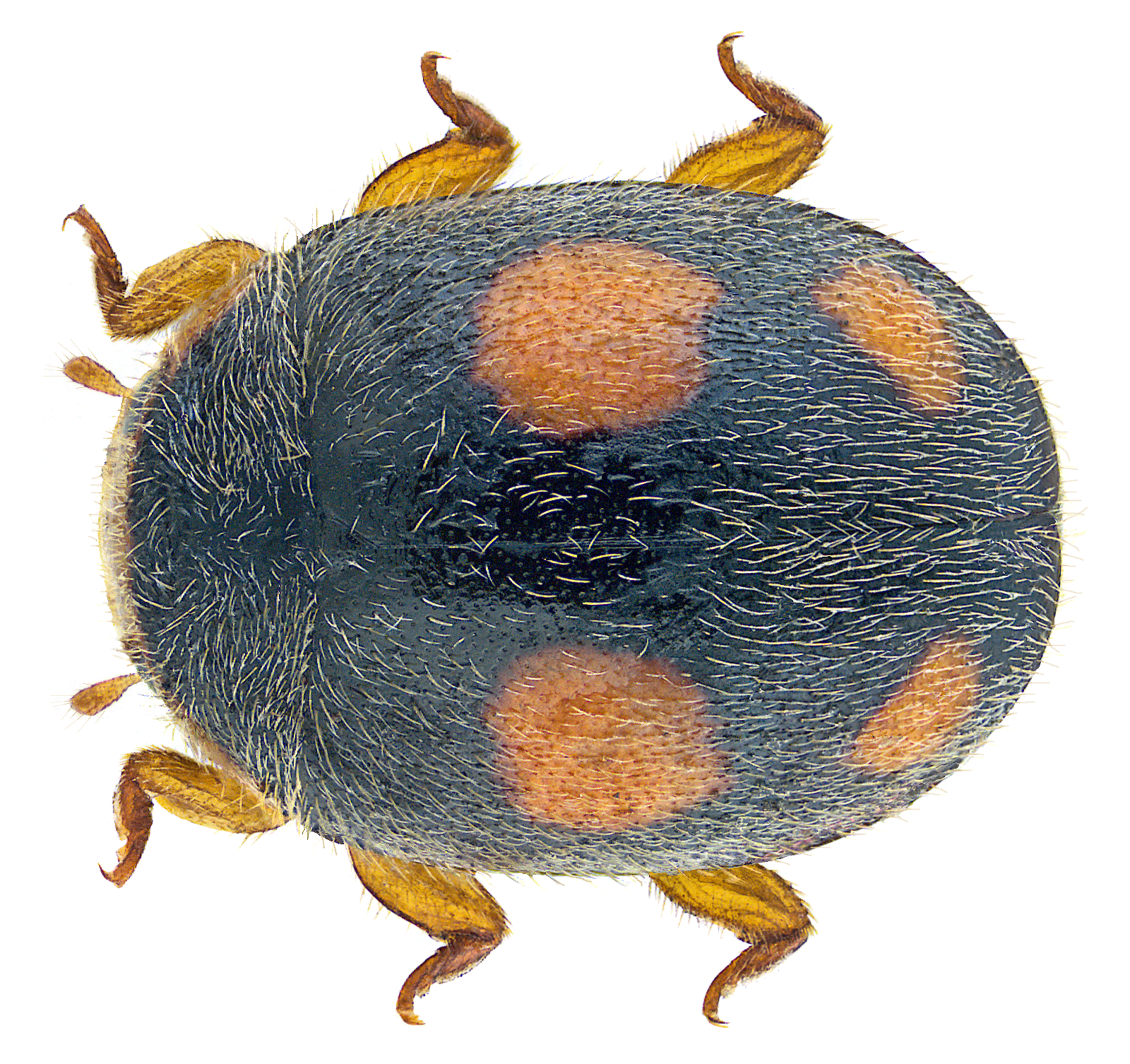
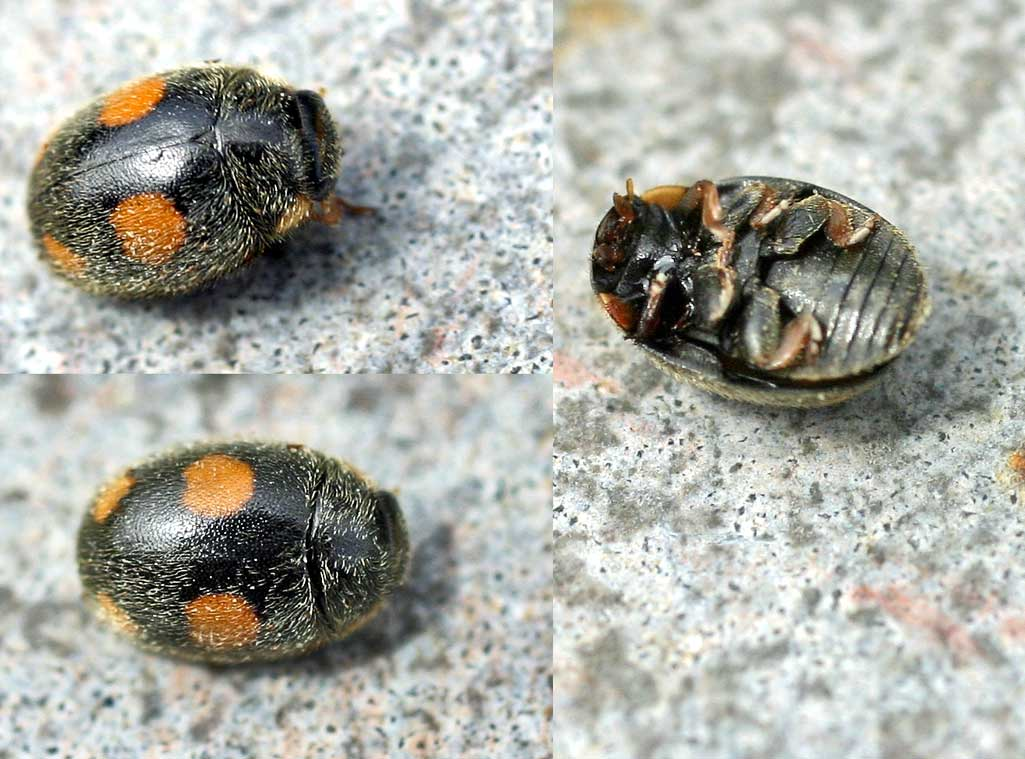
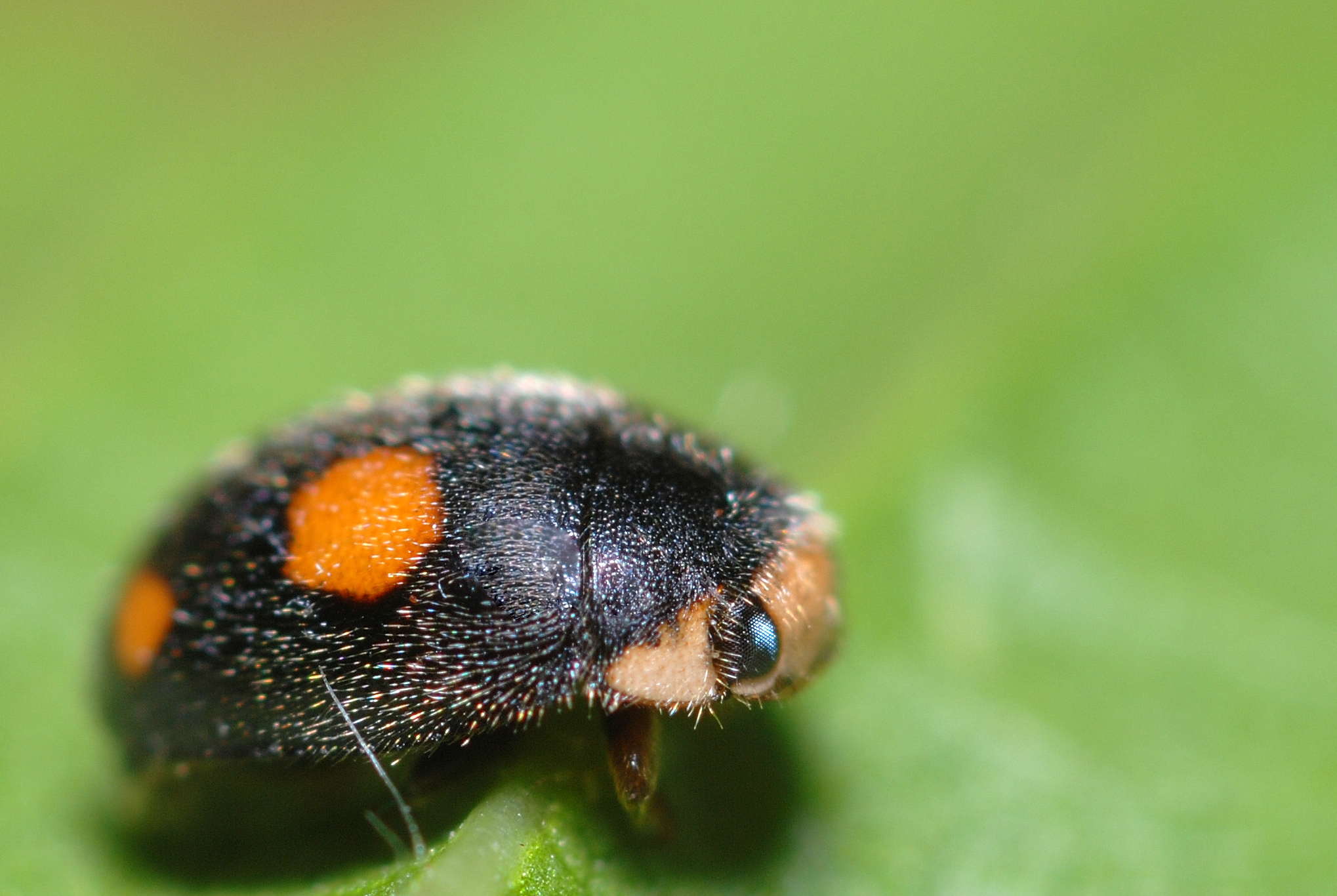
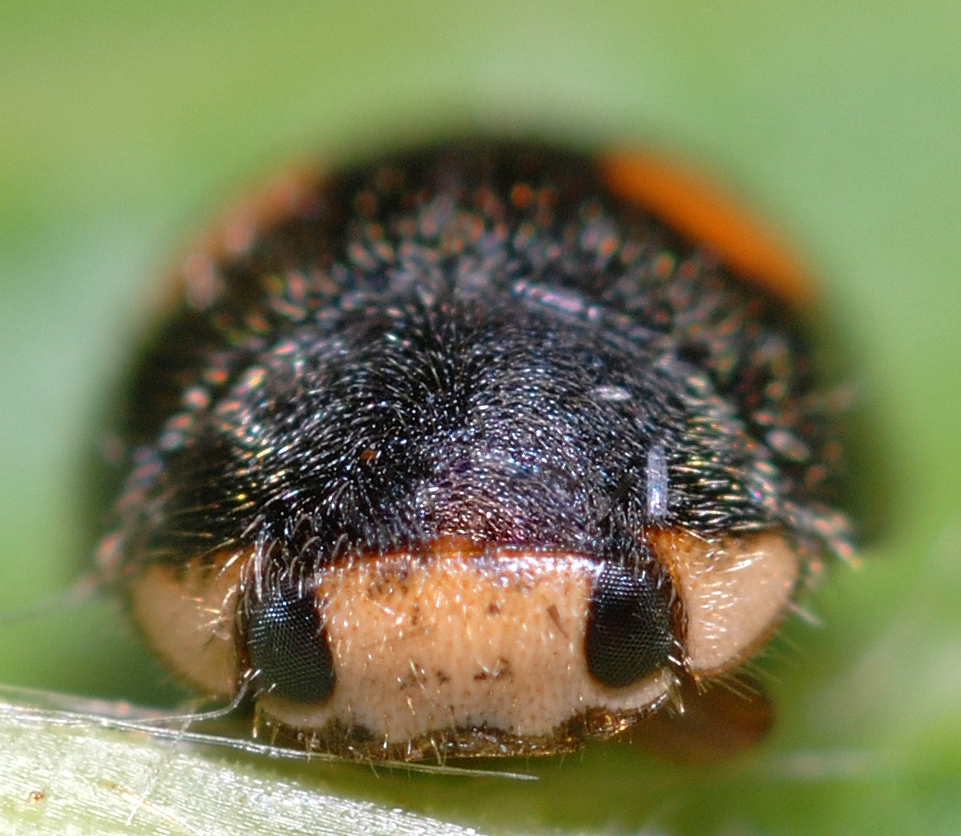
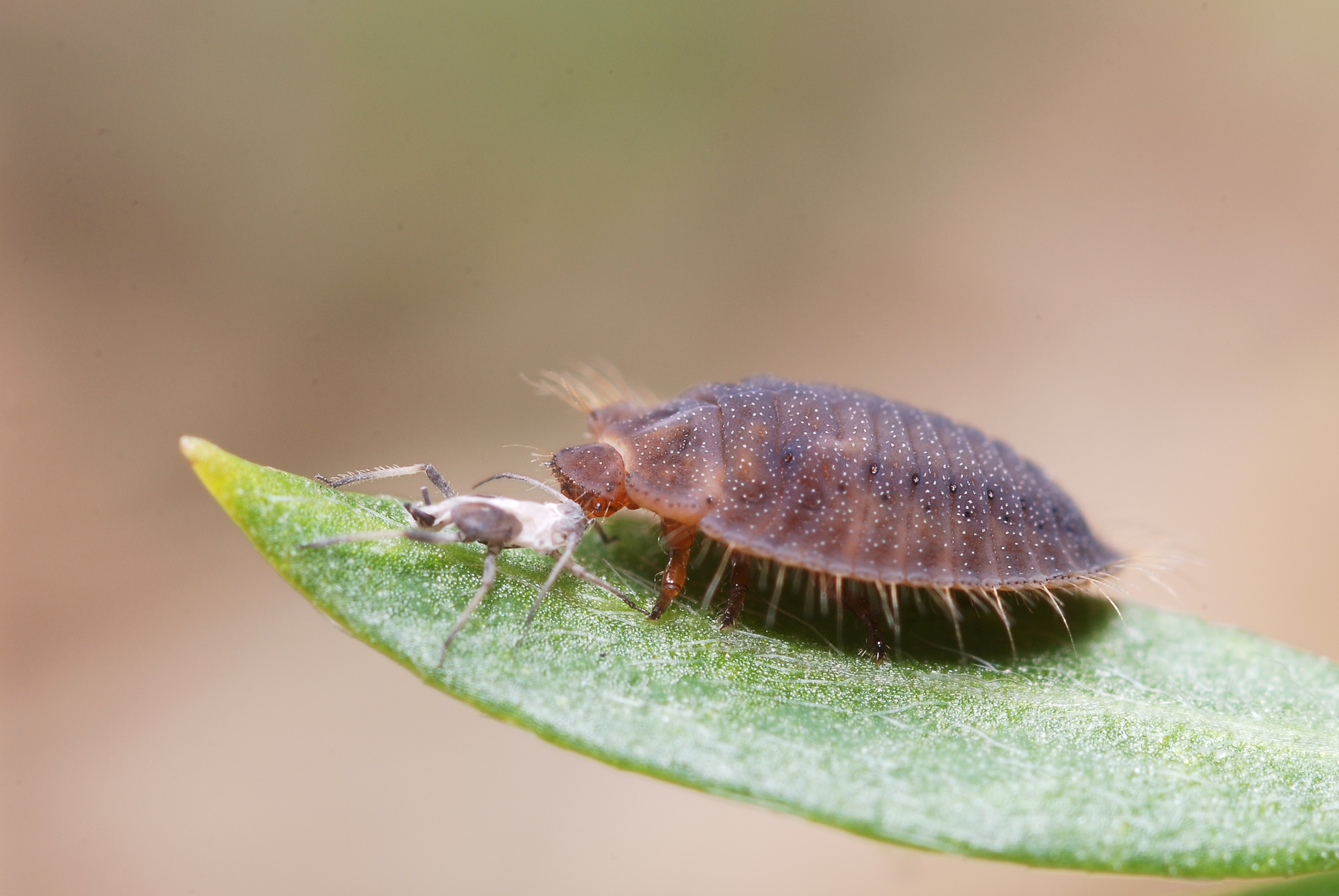

Magyarországon nem védett.